# Maleniec (Dębnica Kaszubska)
Maleniec (deutsch Malenz, kaschubisch Môlëńc) ist ein Dorf in der polnischen Woiwodschaft Pommern und gehört zur Gemeinde Dębnica Kaszubska (Rathsdamnitz) im Powiat Słupski (Kreis Stolp). Mit seinen 72 Einwohnern ist der Ort in das Schulzenamt Gogolewko eingegliedert.

## Geografische Lage und Verkehrsanbindung
Maleniec liegt an einer Nebenstraße, die Głobino (Gumbin) an der Woiwodschaftsstraße 210 und Dobieszewo (Groß Dübsow) mit Podkomorzyce (Niemietzke) an der Woiwodschaftsstraße 211 verbindet, und ist über den Abzweig Gogolewko (Neu Jugelow) zu erreichen.
Bis 1945 bestand Bahnanschluss über die Station Budow (heute polnisch: Budowo) der Stolpetalbahn der Bahnstrecke Stolp–Budow (Słupsk–Budowo). Zu dieser Zeit war „In der Malenz“ auch als Landschaftsname gebräuchlich und umfasste die Region um den Bachlauf der Malenz bis zur Einmündung in die Schottow in einer Länge von etwa fünf Kilometern. Hier trafen die Feldmarkgrenzen von Budow, Gaffert, Neu Jugelow, Kleschinz, Groß Nossin und Klein Nossin aufeinander, an denen die zu den Rittergütern von Gaffert und Klein Nossin und seit dem 19. Jahrhundert zu den Landgemeinden Kleschinz und Groß Nossin als einzelne Hofstellen gehörenden und jeweils als „Malenz zu . . .“ bezeichneten Vorwerke lagen, deren namentlichen Ortskern das als Vorwerk zu Neu Jugelow gehörende Rittergut Malenz bildete. Dieses Rittergut mit den zugehörigen Arbeiterhäusern hatte 332,5 ha. Es gehörte wie auch Alt Jugelow und Neu Jugelow ursprünglich der Familie von Zitzewitz, die sie Mitte des 19. Jahrhunderts verkauften. Seit 1928 war das Gut Malenz im Besitz der Familie Koepke. 1945 lag die Zahl der Einwohner wie seit 28 Jahren bei 11.
1975 bis 1998 war der Ort Teil der Woiwodschaft Słupsk.

## Religion
Kirchlich gehörten die Malenzer Vorwerke bis 1945 zu folgenden Kirchspielen: Malenz zu Gaffert zum Kirchspiel Budow, Malenz zu Neu Jugelow zum Kirchspiel Neu Jugelow, Malenz zu Groß Nossin, Klein Nossin und Kleschinz zum Kirchspiel Groß Nossin.
Seit 1945 gehört Maleniec zum katholischen Pfarrbereich Nożyno im Dekanat Łupawa (Lupow) im Bistum Pelplin der Katholischen Kirche in Polen. Hier lebende evangelische Kirchenglieder gehören zur Kreuzkirchengemeinde in Słupsk (Stolp) in der Diözese Pommern-Großpolen der Evangelisch-Augsburgischen Kirche in Polen.